# Patto di famiglia di Nassau
Il patto di famiglia di Nassau (in tedesco:Nassauischer Erbverein) fu un patto ereditario e di successione sottoscritto nel 1783 dai principi sovrani dell'antica casata di Nassau. L'accordo confermò l'uso della legge salica su tutte le linee della famiglia, in particolare nelle due linee sopravvissute dall'epoca medievale, i valderamici e gli ottoniani. Il patto in particolare prevedeva che in caso di estinzione di una di queste due linee, l'altra gli sarebbe succeduta nelle terre ereditarie dei Nassau.
La legge semisalica sarebbe entrata in vigore nel caso dell'estinzione per via maschile di una delle due casate. In caso di estinzione di entrambe le casate, gli sarebbe dovuto succedere l'erede più prossimo. Se l'erede più prossimo fosse stata una donna, il patto non riportava se tali diritti dovessero spettare alla diretta interessata o al marito di questa.
In questo senso il patto fu determinante per la successione al Granducato del Lussemburgo nel 1890, in quanto tale territorio rientrava nei territori considerati "imperiali", ovvero ex membri del Sacro Romano Impero. Il trattato infatti non interessò il regno dei Paesi Bassi, uno stato che non era "imperiale". Il Lussemburgo venne ereditato dalla linea di Nassau-Weilburg.
Nel 1907, il granduca Guglielmo IV del Lussemburgo, in qualità di capo della casata di Nassau, dichiarò che la linea dei conti di Merenberg era da considerarsi morganatica e quindi incapace di succedere al trono. Questo rese il granduca stesso l'unico rappresentante della casata. Avendo però egli avuto solo figlie femmine, dovette riorganizzare la successione. Nell'aprile del 1907 un decreto del granduca (approvato dal parlamento nel luglio del 1907), emendò le leggi della casa di Nassau. Maria Adelaide fu pertanto in grado di succedergli sulla base di queste modifiche al patto stipulato.